# Bibio dislocatus
Bibio consolida, Bibio consolidus, Bibio dislocata, Plecia macroventris
Espèce
Synonymes
- †Bibio consolida Theobald, 1937
- †Bibio consolidus Theobald, 1937
- †Bibio dislocata Theobald, 1937
- †Plecia macroventris Theobald, 1937

Bibio dislocatus est une espèce fossile d'insectes diptères de la sous-famille des Bibioninae (famille des Bibionidae).

## Classification
L'espèce Bibio dislocatus a été publiée sous le nom Bibio dislocata par Nicolas Théobald en 1937. Cet holotype R146, de l'ère Cénozoïque, et de l'époque Oligocène (33,9 à 23,03 Ma) vient de la collection Mieg, collection conservée au Musée d'histoire naturelle de Bâle. Ce spécimen provient du gisement de Kleinkembs (ou Kleinkems) oligocène, dans le Bade-Wurtemberg, sur la rive droite du Rhin.
Il a aussi un synonyme noté dans Paleobiology Database Bibio consolida Théobald 1937. L'holotype R935 de ce synonyme vient aussi de la collection Mieg, conservée au Musée d'histoire naturelle de Bâle, et provient du gisement de Kleinkembs. Il a huit cotypes R637, 18, 218, 409, 432, 567, 959, 1021.
Le synonyme Plecia macroventris a les mêmes provenances et est décrit par l'holotype R926.

### Synonymes
- †Bibio consolida Theobald, 1937
- †Bibio consolidus Theobald, 1937
- †Bibio dislocata Theobald, 1937
- †Plecia macroventris Theobald, 1937

### Accord révision
Cette espèce a été initialement classée dans le genre Bibio, ce qui a été confirmé en 2017 par J. Skartveit et A. Nel.

## Description

### Caractères
Diagnose de Nicolas Théobald en 1937, : ce diptère bibion est un « Insecte au corps noir, ailes grises à nervation de Bibio. »..
Ou pour le  synonyme, la diagnose est de « Insecte de taille moyenne, tête et thorax noirs, abdomen brun noirâtre ; ailes à stigma bien marqué, pattes noires. ».

### Dimensions
La longueur totale est de 9,5 mm et pour le synonyme la longueur totale est de 8 mm et la longueur des ailes de 6 mm.

### Affinités
L'insecte se rapproche de Bibio parenti par des ailes dépassant l'abdomen, mais a une taille légèrement inférieure (11 mm pour B. parenti). Le stigma est plus étroit et mieux marqué. L'abdomen est plus fortement contracté vers l'arrière.

## Biologie
« Le g. Bibio est universellement répandu. Il vit sur les plantes ; les larves se développent dans la terre, dans les déchets des animaux ou dans les débris végétaux. ».

## Galerie
- Quelques espèces vivantes du genre Bibio.
- Bibio ferruginatus, mâle (Haute Ardenne - Belgique).
- Bibio hortulanus, femelle.
- Bibio lanigerus,mâle (Haute Ardenne - Belgique).
- Bibio varipes, femelle.
- Bibio johannis.
- Bibio femoratus.

### Ouvrages
- [2017] (en) John Skartveit et André Nel, « Revision of fossil Bibionidae (Insecta: Diptera) from French Oligocene deposits », Zootaxa, Magnolia Press (d), vol. 4225, no 1,‎ 23 janvier 2017, p. 1–83 (ISSN 1175-5334 et 1175-5326, OCLC 49030618, PMID 28187637, DOI 10.11646/ZOOTAXA.4225.1.1). .

### Publication originale
- [1937] Nicolas Théobald, « Les insectes fossiles des terrains oligocènes de France 473 p., 17 fig., 7 cartes,13 tables, 29 planches hors texte », Bulletin Mensuel de la Société des Sciences de Nancy et Mémoires de la Société des sciences de Nancy, Imprimerie G. Thomas,‎ 1937, p. 1-473 (ISSN 1155-1119 et 2263-6439, OCLC 786027547). .